# 지방산 분해
지방산 분해(脂肪酸分解, 영어: fatty acid degradation)는 지방산이 대사 산물로 분해되어 최종적으로 세균 및 동물을 포함한 살아 있는 생물체의 주요 에너지 공급원으로 시트르산 회로의 진입 분자인 아세틸-CoA를 생성하는 과정이다. 지방산 분해는 다음과 같은 3가지 주요 단계로 구분된다.
1. 지방 조직으로부터 지방분해 및 방출
2. 활성화 및 미토콘드리아로 수송
3. β-산화

## 지방분해 및 방출
분해 과정에서 처음에는 지방산이 지방 세포에 저장된다. 이러한 지방의 분해 과정은 지방분해로 알려져 있다. 지방분해의 생성물인 유리 지방산은 혈류로 방출되어 전신을 순환한다. 트라이글리세라이드가 지방산으로 분해되는 동안 지방산의 75% 이상이 다시 트라이글리세라이드로 전환된다. 이는 기아 및 운동을 하는 상황에서도 일어나는 에너지를 보존하는 자연스러운 메커니즘이다.

## 활성화 및 미토콘드리아로 수송
지방산은 지방산의 산화가 일어나는 미토콘드리아로 운반되기 전에 활성화되어야 한다. 이 과정은 지방산 아실-CoA 합성효소에 의해 촉매되는 두 단계로 일어난다.

### 활성화된 싸이오에스터 결합의 형성
효소는 먼저 ATP의 α-인산에 대한 친핵성 공격을 촉매하여 피로인산과 아실 사슬에 연결되는 AMP를 생성한다. 다음 단계는 지방산 아실 사슬과 CoA 사이에 활성화되는 싸이오에스터 결합의 형성이다.
|  |

위의 반응들의 화학 반응식은 다음과 같다.
RCOO− + CoASH + ATP → RCO-SCoA + AMP + PPi
이 두 단계 반응은 자유롭게 가역적이며 평형은 1에 가깝다. 반응을 추진하기 위해 반응은 강력한 에너지 방출성 가수분해 반응과 짝지어진다. 무기 피로인산가수분해효소는 ATP로부터 유리된 피로인산을 두 개의 인산 이온으로 분해하며, 이 과정에서 한 개의 물 분자를 소비한다. 따라서 알짜 반응식은 다음과 같다.
RCOO− + CoASH + ATP → RCO-SCoA+ AMP + 2Pi

### 미토콘드리아 기질로 수송
미토콘드리아 내막은 지방산에 대해 불투과성이며 특별한 카르니틴 운반체 시스템이 작용하여 활성화된 지방산을 세포질에서 미토콘드리아로 운반한다.
일단 활성화되면 아실-CoA는 미토콘드리아 기질로 운반된다. 이는 다음과 같이 일련의 유사한 단계를 통해 일어난다.
1. 아실-CoA의 아실기는 미토콘드리아 외막에 위치한 카르니틴 아실기전이효소 I(팔미토일기전이효소 I)에 의해 카르니틴과 결합한다.
2. 아실 카르니틴은 자리옮김효소에 의해 미토콘드리아 기질로 이동한다.
3. 팔미토일카르니틴과 같은 아실 카르니틴은 미토콘드리아 내막에 위치한 카르니틴 아실기전이효소 II(팔미토일기전이효소 II)에 의해 다시 아실-CoA로 전환된다. 유리된 카르니틴은 세포질로 되돌아간다.

카르니틴 아실기전이효소 I은 β 산화와 지방산 합성 사이에서 일어나는 낭비 회로를 방지하기 위해 지방산 생합성의 대사 중간생성물인 말로닐-CoA로 인해 알로스테릭 억제를 겪는다는 점에 주목해야 한다.
미토콘드리아에서 지방산의 산화는 다음과 같이 세 가지 주요 단계를 거친다.
1. 지방산을 2-탄소 단위인 아세틸-CoA로 전환하기 위해 β 산화가 일어난다.
2. 아세틸-CoA는 환원된 NADH와 환원된 FADH2를 생성하기 위해 시트르산 회로로 들어간다.
3. 환원된 보조 인자인 NADH와 FADH2는 미토콘드리아의 전자전달계에 참여하여 ATP를 생성한다. 지방산은 전자전달계에 직접적으로 참여하지 않는다.

## β 산화
ATP에 의해 활성화된 후 미토콘드리아 내부에서 지방산의 β 산화는 4단계의 반복적인 과정을 통해 일어난다.
1. FAD에 의한 산화
2. 수화
3. NAD+에 의한 산화
4. 싸이올 분해
5. 아실-CoA 및 아세틸-CoA의 생성

짝수 지방산의 β 산화에서의 최종 생성물은 시트르산 회로의 진입 분자인 아세틸-CoA이다. 지방산 사슬의 탄소 수가 홀수 개이면 β 산화의 최종 생성물은 프로피오닐-CoA가 된다. 프로피오닐-CoA는 대사 중간생성물인 메틸말로닐-CoA로 전환되고 결국 석시닐-CoA로 변환되어 시트르산 회로로 들어간다.

## 같이 보기
- 지질 대사
- 지방산 합성
- 지방분해
- 콜레스테롤 역수송